# دنطوان جانبي الأزهار
دنطوان جانبي الأزهار (الاسم العلمي:Danthonia secundiflora) هو نوع من النباتات يتبع جنس الدنطوان من الفصيلة النجيلية.